# Picea lutescends
Picea lutescends là một loài thực vật hạt trần trong họ Pinaceae. Loài này được Luchnik mô tả khoa học đầu tiên năm 1976.